# Revista Civilização Brasileira
A Revista Civilização Brasileira, também conhecida como RCB, foi uma revista da editora Civilização Brasileira que circulou no Brasil na década de 1960. A RCB teve uma importância significativa, pois serviu como veículo de resistência cultural ao regime militar, congregando uma série de artistas, intelectuais, escritores, poetas, cineastas, sociólogos, filósofos etc, que contribuíram com a revista publicando artigos e debatendo a realidade brasileira que naquele momento vivia sob o governo militar.

## Histórico
Seu primeiro número foi lançado em março de 1965, por Ênio Silveira, diretor da Civilização Brasileira, com tiragem bimestral. Em seu 2º número, a revista chegou a atingir 20.000 exemplares. No entanto, em função de problemas decorrentes da repressão durante o regime militar (instaurado com um golpe de estado em 1964), ela sofreu alguns atrasos, mas não impediu que seus volumes circulassem no formato de números geminados. Seus idealizadores, o editor Ênio Silveira (proprietário da Editora Civilização Brasileira) e o poeta Moacyr Felix, fizeram da RCB um espaço importante para a articulação das esquerdas durante o regime militar que lutavam pelas liberdades individuais e pelo retorno do estado democrático.
A RCB, além de Ênio Silveira e Moacyr Felix, teve outras contribuições de peso. Nela contribuíram Carlos Heitor Cony, Ferreira Gullar, Roland Corbisier, Álvaro Lins, Nelson Werneck Sodré, Dias Gomes, Manuel Cavalcanti Proença, José Arthur Poerner, Paulo Francis, Octavio Ianni e tantos outros nomes que não somente marcaram a história da revista como a história da cultura e da política brasileiras.
Um dos grandes marcos editoriais, a RCB também foi a revista cultural que mais vendeu entre 1965 e 1968, ano em que encerrou suas atividades em virtude da promulgação do AI-5.
No total, a revista teve 22 números que circularam entre março de 1965 a dezembro de 1968 e mais três números especiais que enfocaram temas específicos.
Em 1978, Ênio Silveira lançou o que se pode considerar a substituta da Revista Civilização Brasileira, a revista “Encontros com a Civilização Brasileira”, inclusive com o mesmo editor da anterior, Moacyr Félix.